# Nitrate de rubidium
Le nitrate de rubidium est le sel de rubidium de l'acide nitrique.

## Solubilité dans l'eau

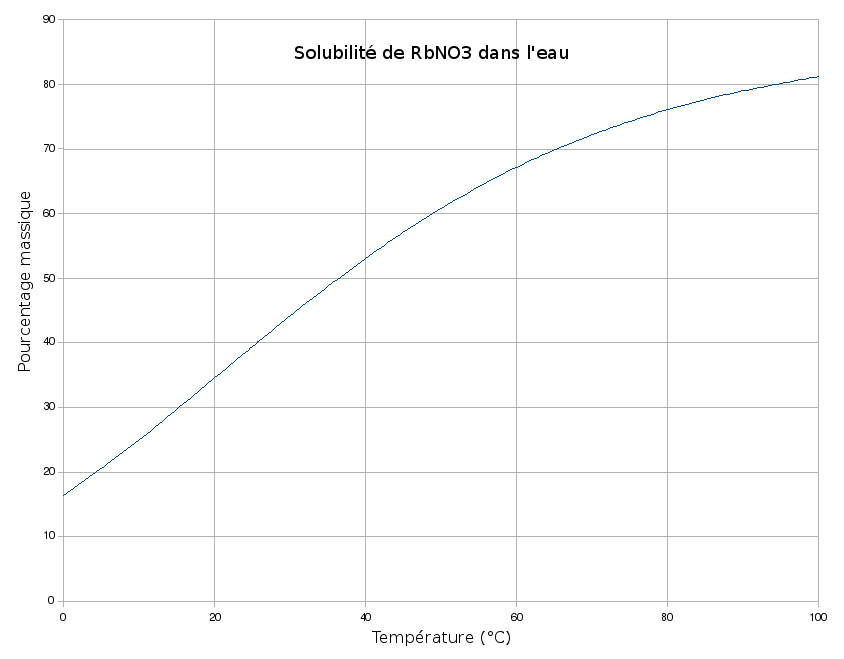
Solubilité dans l'eau